# Didymodoxa caffra
Didymodoxa caffra är en nässelväxtart som först beskrevs av Carl Peter Thunberg, och fick sitt nu gällande namn av Ib Friis och Wilmot-dear. Didymodoxa caffra ingår i släktet Didymodoxa och familjen nässelväxter. Inga underarter finns listade i Catalogue of Life.